# Bisera Turković

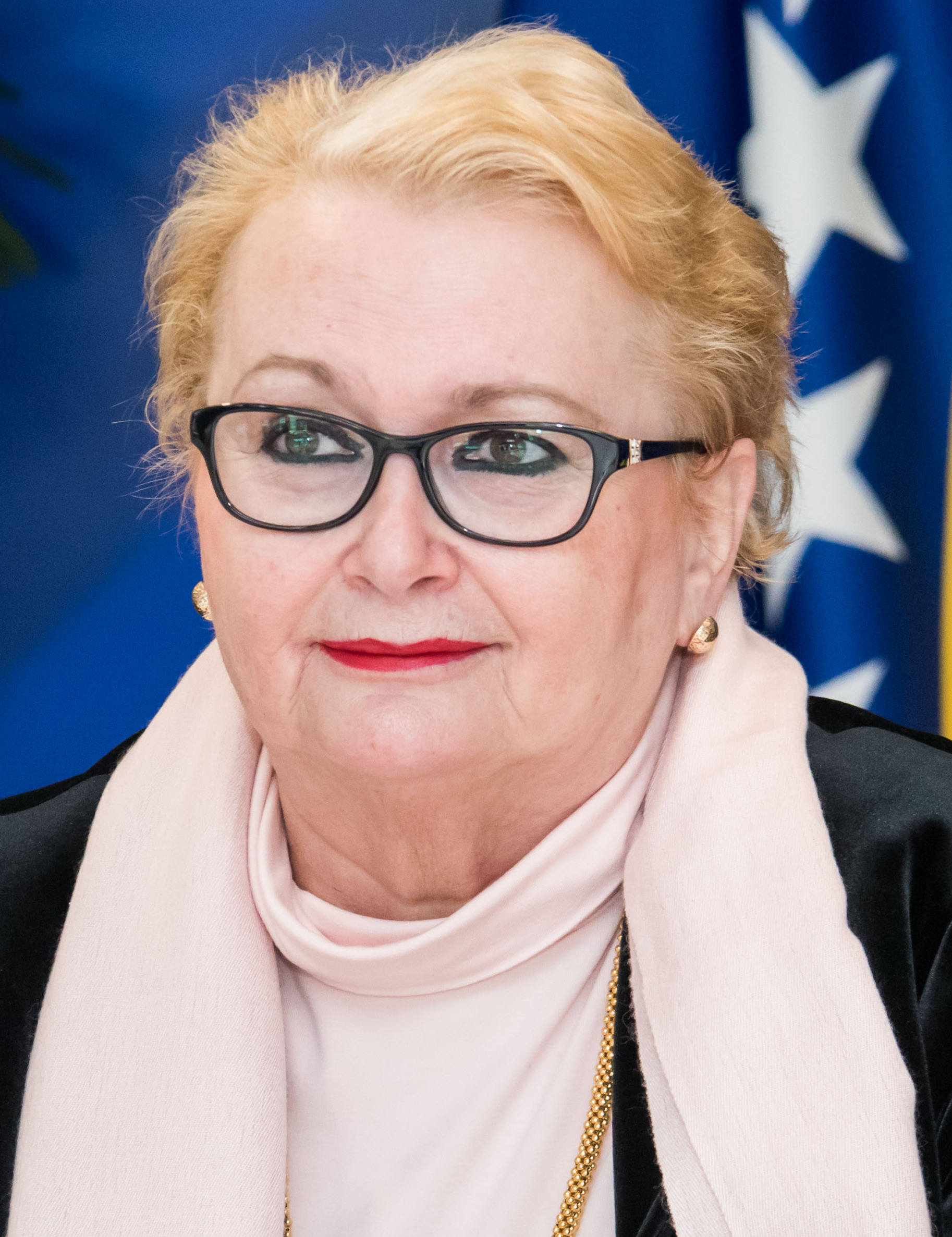
Bisera Turković

Bisera Turković (geboren am 8. Dezember 1954 in Sisak, Jugoslawien) ist eine bosnische Diplomatin und Politikerin der Partei Stranka demokratske akcije (deutsch: Partei der demokratischen Aktion, kurz SDA). Von Dezember 2019 bis Januar 2023 war sie Außenministerin von Bosnien und Herzegowina im Kabinett Tegeltija.

## Leben und politische Karriere
Bisera Turković wurde in Sisak geboren. Sie hat einen Abschluss in Rechtswissenschaften der Universität Sarajevo und in Strafjustizverwaltung des Philip Institute of Technology in Melbourne, Australien. Zudem hat sie ein Aufbaustudium in Kriminologie an der University of LaTrobe in Melbourne absolviert und wurde in Internationalen Beziehungen promoviert. Nach ihrem Studium arbeitete sie bei Hayat TV, bevor sie Botschafterin wurde.
Turković war die erste Botschafterin in der Geschichte von Bosnien und Herzegowina. Ihre ersten Einsätze als Botschafterin waren in Kroatien von 1993 bis 1994 und in Ungarn von 1994 bis 1996. Von 2000 bis 2001 war Turković als Ministerin für europäische Integration von Bosnien und Herzegowina tätig und von 2001 bis 2004 war sie Exekutivdirektorin des Zentrums für Sicherheitsstudien in Bosnien und Herzegowina. Sie war daneben Dozentin für Strafjustiz an der juristischen Fakultät der Universität Sarajevo. Zudem war sie von 1996 bis 2000 als Botschafterin an der Ständigen Vertretung Bosnien und Herzegowinas bei der Organisation für Sicherheit und Zusammenarbeit in Europa (OSZE) in Wien sowie von 2004 bis 2005 an der Ständigen Vertretung Bosnien und Herzegowinas bei den Vereinten Nationen in Wien sowie als Botschafterin bei der International Atomic Energy Agency, der Comprehensive Nuclear Test Ban Treaty Organization und der United Nations Industrial Development Organization aktiv.
Von 2005 bis 2009 war sie Botschafterin in den Vereinigten Staaten, in Mexiko und in Brasilien sowie als Ständige Vertreterin bei der Organization of American States (OAS), danach von 2009 bis 2018 in Belgien und Luxemburg. Seit September 2018 war sie Botschafterin in Katar und war dies bis zur Ernennung als Außenministerin ihres Landes.
Am 23. Dezember 2019 wurde sie von Zoran Tegeltija als erste Außenministerin von Bosnien und Herzegowina und Nachfolgerin von Igor Crnadak eingesetzt. Sie war zudem stellvertretende Vorsitzende des Ministerrats von Bosnien und Herzegowina. Ihr erstes Treffen als Außenministerin fand wenige Tage später am 28. Dezember mit ihrem kroatischen Amtskollegen Gordan Grlić Radman statt.

## Belege
1. ↑  Bisera Turković. In: vijeceministara.gov.ba. 13. Juni 2020, archiviert vom Original (nicht mehr online verfügbar) am 13. Juni 2020; abgerufen am 13. Juni 2020 (bosnisch).
2. 1 2 3 4 5  Ambassador auf der Website der Botschaft von Bosnien und Herzegowina in Katar; abgerufen am 5. Januar 2020
3. 1 2 3  Faruk Vele: Intervju / Bisera Turković, nova šefica diplomatije BiH: NATO ostaje prioritet! Radio Sarajevo, 20. Dezember 2019; abgerufen am 5. Januar 2020
4. ↑  Zamjenica predsjedavajućeg Vijeća ministara i ministrica vanjskih poslova Bosne i Hercegovine dr. Bisera Turković sastala se ministrom vanjskih i evropskih poslova Republike Hrvatske Gordanom Grlićem Radmanom auf der Website des Außenministerium von Bosnien und Herzegowina, 28. Dezember 2019; abgerufen am 5. Januar 2020